# Møsvatn

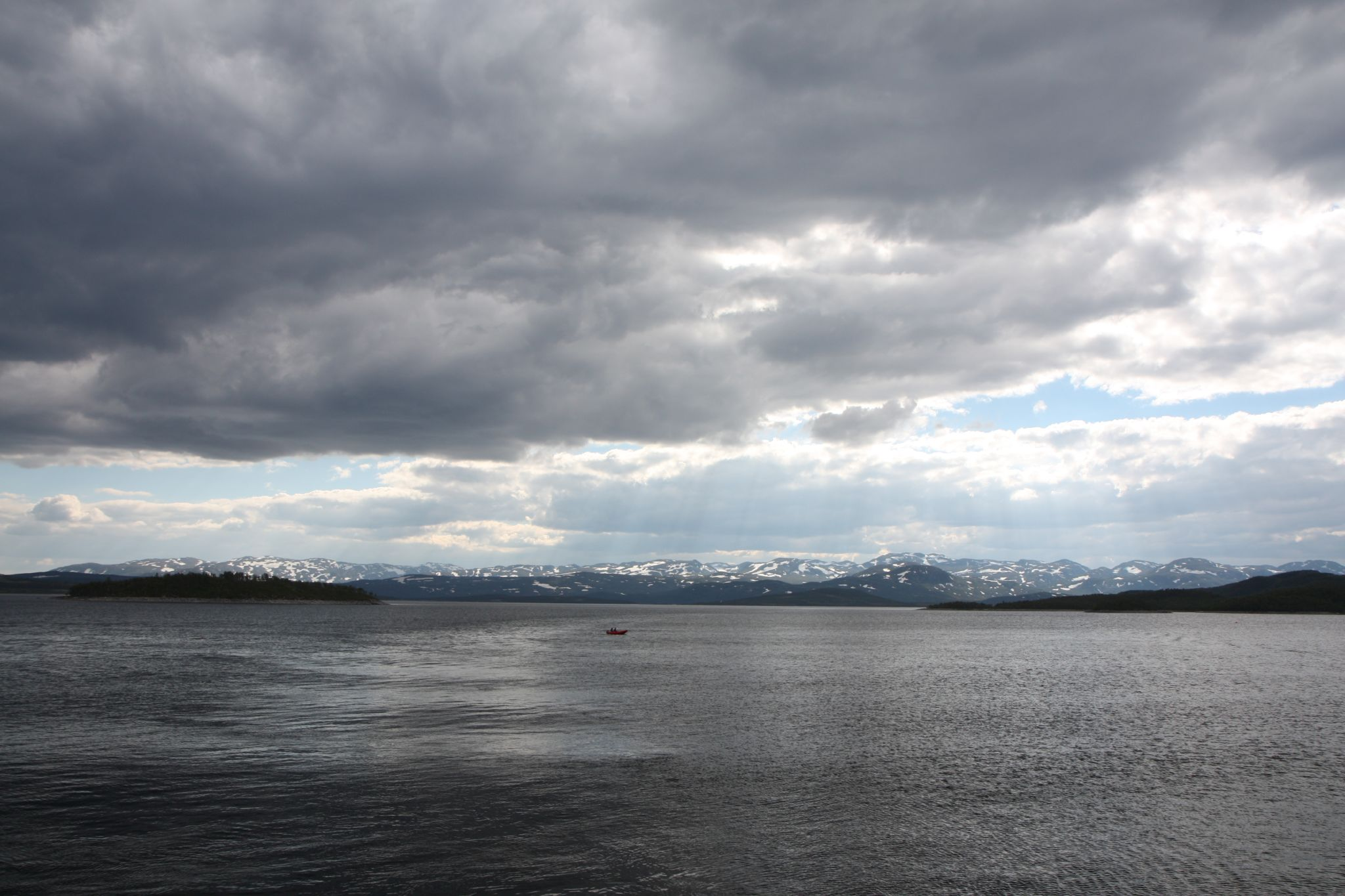
Storfjorden på Møsvatn.

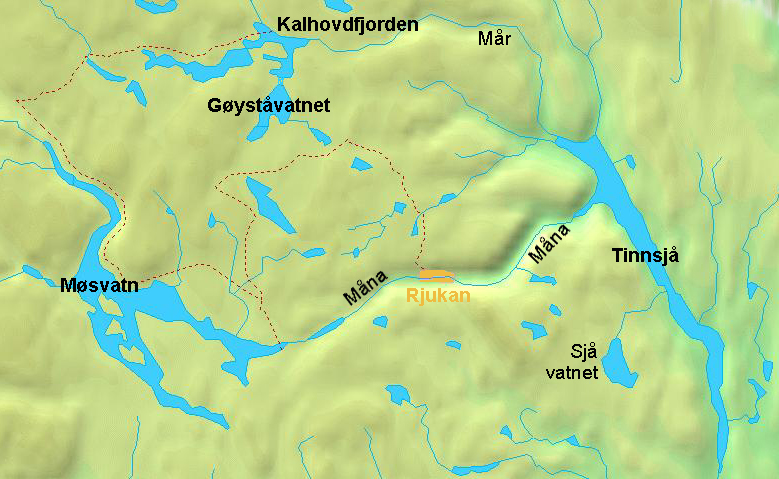
Karta över Møsvatn och omgivningar.

Møsvatn är Telemark fylkes största insjö och den tolfte största i Norge. Största delen av insjön ligger i Vinje kommun och en mindre del i Tinn kommun. Sjön har en oregelbunden form med tre armar. Största längd är cirka 40 km, största uppmätta djup är 45 m. Møsvatns huvudtillflöde Kvenna kommer från en rad sjöar på den sydvästliga delen av Hardangervidda. Møsvatnes utlopp är Måna som rinner til Tinnsjø.
1904–1906 påbörjades regleringen av Møsvatn, som är det största magasinet för vattenkraftverken ovanför Rjukanfossen. Vattenytan regleras mellan 918,5 och 900 m ö.h. varför sjöns areal kan variera starkt; från 78 km² till 80,9 km². Møsvatn är Norges fjärde största regleringsmagasin med ett energiinnehåll som motsvarar cirka 2300 GWh. Sjöns avrinningsområde är på 1500 km² och det kan lagras 1064 miljoner m³ vatten.
Det finns några  utspridda gårdar runt sjön. Møsstrand kirke ligger efter regleringen på en ö i Møsvatnet. Riksväg 37 på sydostsidan förbinder Rauland med Rjukan. Namnet kan ha samband med älvnamnet Måna.